# Тарнавский, Александр Георгиевич
Алекса́ндр Гео́ргиевич Тарна́вский (род. 20 апреля 1960, Винница) — советский, российский юрист; депутат Государственной думы VI созыва (2012—2016).

## Биография
Окончил юридический факультет Киевского государственного университета, в 1985 — аспирантуру Института государства и права АН СССР, кандидат юридических наук. В 1985—1990 годы работал научным сотрудником Института государства и права АН СССР.
В 1991—2000 годы работал адвокатом, а также консультировал в сфере реформирования системы пенсионного и социального обеспечения Российской Федерации.
В 2001—2005 годы — депутат Московской городской думы (был избран по 30-му избирательному округу Западного округа Москвы); заместитель председателя бюджетно‑финансовой комиссии, член комиссий по экономической политике, городскому хозяйству, градостроительству, законодательству и безопасности, социальной политике, развитию предпринимательства, жилищно‑коммунальному хозяйству, регулированию земельных отношений. В 2005 году входил во фракцию Российской партии жизни в Мосгордуме, а также был председателем исполкома Московского городского регионального отделения Российской партии жизни.
В 2006—2007 годы — заместитель председателя правительства Кировской области, занимался вопросами экономического развития региона, реализации федеральных целевых программ и федеральной адресной инвестиционной программы, внешнеэкономического сотрудничества, международных и межрегиональных связей.
С 2008 года занимался бизнесом: председатель совета директоров промышленного предприятия «Промсинтез», ОАО «Волжская Инвестиционная Компания», ОАО «Чувашкредитпромбанк». В 2009—2011 годы состоял в кадровом резерве президента России.
Член Центрального совета партии «Справедливая Россия», в 2010—2011 — член бюро совета Московского городского регионального отделения партии. 3 октября 2012 года постановлением ЦИК России наделён полномочиями депутата Государственной думы VI созыва от «Справедливой России». Получил освободившийся мандат, после лишения полномочий депутата Геннадия Гудкова. В Думе работал первым заместителем председателя Комитета по бюджету и налогам, является автором 50 законопроектов. 
В 2014 году в порядке самовыдвижения выставлял свою кандидатуру на выборах губернатора Кировской области, но в регистрации было отказано. В 2016 году от «Справедливой России» баллотировался на выборах в Государственную думу VII созыва по Новомосковскому одномандатному избирательному округу № 202 (Москва), но снялся с выборов за несколько дней. 
С 2020 года Секретарь бюро совета Московского городского регионального отделения партии «Справедливая Россия», член Общественного штаба по контролю и наблюдению за выборами в Москве. 
Участвовал в работе некоммерческих организаций социальной направленности и общественных фондов, в том числе состоял (в 2000—2003) членом и заместителем председателя Московского городского благотворительного совета, был исполнительным директором благотворительного фонда «Забота и милосердие» (2011).

### Семья
Отец — Георгий Степанович Тарнавский (1931—1997), прокурор Белорусской ССР (1986—1991).
Женат, две дочери.

## Награды
- Благодарность Правительства Российской Федерации (20 августа 2015 года) — за заслуги в законотворческой деятельности и многолетний добросовестный труд[11]